# Bathyclarias worthingtoni
Bathyclarias worthingtoni е вид лъчеперка от семейство Clariidae. Видът не е застрашен от изчезване.

## Разпространение
Разпространен е в Малави, Мозамбик и Танзания.